# 吉林垂边蚜蝇
吉林垂边蚜蝇（学名：Epistrophe jilinensis）也称吉林垂边食蚜蝇，一种发现于中华人民共和国吉林省临江市的昆虫，隶属于食蚜蝇科垂边食蚜蝇属（垂边蚜蝇属）。

## 形态特征
正模标本为雌性成虫，体长11毫米，翅长10毫米。头顶黑色，颜、颊部及触角橘黄色。中胸背板被黄毛，黑色，略带紫铜色光泽，中央具有一对灰白色粉被条纹。足为橘黄色。腹部呈宽卵形，背板橘黄色，腹部为暗橘黄色。